# 哈尔滨公交7路
哈尔滨公交7路是哈尔滨公交的一条线路，由道外区道外北十四道街到香坊区省电力医院，全长13.5公里。这条线路每到客流高峰时期便会开行区间车，令乘客快速出行。

## 历史
- 1949年，路线开通，路线为太古街至太平桥，全长3公里，配车3辆，由哈尔滨市公共汽车总公司负责运营。
- 1950年，路线改为道外十六道街至太平桥。
- 1952年，路线停运。
- 1954年，路线恢复运行。
- 1956年，重新恢复为太古街至太平桥的路线，后重新改为道外十六道街至太平桥。
- 1968年，路线改为滨江站至哈尔滨站，全长4.1公里，配车4辆。
- 1977年6月，路线改为道外十六道街至建设街。
- 1986年5月，路线改为南新十六道街经滨江街、南极街、田地街、霁虹街、红军街、东大直街、奋斗路至省图书馆。
- 1988年1月，路线改为海员俱乐部经滨江街、南极街、景阳街、一曼街、红军街、东大直街、奋斗路至省图书馆。全长8.5公里，配车22辆。单程运行时间为变为40分[3]。分区点改为烈士馆。
- 1995年8月16日，延伸至省电力医院终到，全长变为14.1公里[4]。后路线改为现在走向。
- 2003年，废除5角/1元分段票价模式，并取消烈士馆分区点，同时改为1元一票制，改为无人售票。同时更换为曾用于哈尔滨公交343路的黄海DD6991QS型前置公交车。
- 2006年7月，更换为黄海DD6107S03型前置公交车。同时原有的黄海DD6991QS型前置公交车全部停用并报废。
- 2009年5月15日，因哈尔滨地铁施工进度需要，取消红军街-东大直街-果戈里大街走向，改为红军街-花园街-果戈里大街走向[5]。
- 2010年7月2日，因文昌立交桥施工，去往省电力医院方向取消果戈里大街-文昌街-宣化街走向，改为果戈里大街-革新街-宣威街-宣化街走向。去往道外北十四道街方向取消长江路-宣化街-文昌街-果戈里大街走向，改为长江路-中宣街-中山路-革新街-果戈里大街走向。临时取消省档案馆站、宣化街站[6]。
- 2010年8月21日，因文昌立交桥施工进度需要，封闭宣化街，去往省电力医院方向取消宣威街-宣化街走向，改为宣威街-宣化街-理治街-十字街-宣信街-宣化街走向[7]。
- 2010年10月1日，宣化街施工结束，7路恢复原有走向[8]。
- 2011年6月9日，因嵩山路施工，去往省电力医院方向取消长江路-嵩山路-赣水路-建北街-湘江路走向，改为长江路-红旗大街-湘江路走向，取消韩亚银行（市老龄委）站、创业中心站、建北小区站。去往道外北十四道街方向取消湘江路-嵩山路-长江路走向，改为湘江路-红旗大街-长江路走向，取消创业中心站。增设汉水路（红旗大街路口）站[9]。
- 2011年8月1日，嵩山路施工结束，7路恢复原有走向[10]。
- 2012年9月1日，更换为金旅XML6105J18CN型后置燃气公交车，共38辆[11]。并将原有的黄海DD6107S03型前置公交车分配至哈尔滨公交24路继续使用。
- 2012年11月8日，因哈尔滨地铁施工进度需要，取消红军街-花园街-果戈里大街走向，恢复原有走向[12]。同时增添曾用于哈尔滨公交16路的金旅XML6105J18CN型后置燃气公交车。
- 2013年4月，增添1辆曾用于哈尔滨公交12路的金旅XML6115J18CN型后置燃气公交车。
- 2014年9月16日，因哈尔滨地铁哈尔滨站施工，7路在哈站停靠处临时迁移[13]。
- 2015年10月26日，因哈尔滨市公共汽车总公司与哈尔滨市公共电车总公司合并为哈尔滨交通集团公共交通有限公司，本路线变为由哈尔滨交通集团公共交通有限公司经营[14]。
- 2016年6月28日，因哈尔滨地铁湘江路站施工，去往省电力医院方向取消赣水路-建北街-湘江路走向，改为赣水路-红旗大街-湘江路走向。临时取消泰山路站、湘江路站和创业中心站，增设汉水路站、创业中心站（临时）[15]。

## 车站一览

### 现行沿途车站
| 序号 | 車站名稱               | 省电力医院方向 位置（下行）     | 道外北十四道街方向 位置（上行） | 换乘轨道交通 |
| ---- | ---------------------- | ------------------------------- | ------------------------------- | ------------ |
| 1    | 道外北十四道街         | 北十四道街/钱塘街               | 北十四道街/钱塘街               |              |
| 2    | 靖宇十四道街（靖宇街） | 北十四道街/礼化街               | 北十四道街/地灵路               |              |
| 3    | 阿拉伯广场             | 南十四道街/崇俭街               | 南十四道街/崇俭街               |              |
| 4    | 太古十四道街           | 南十四道街/太古街               | 南十四道街/太古街               |              |
| 5    | 滨江站                 | 滨江街/南七道街                 | 滨江街/三育街                   |              |
| 6    | 南极街                 | 南极街/承德街                   | 南极街/承德街                   |              |
| 7    | 南极市场               | 南极街/南平街                   | 南极街/南和街                   |              |
| 8    | 市住房公积金中心       | 景阳街/八区街                   | 景阳街/清真寺街                 |              |
| 9    | 烈士馆                 | 一曼街/果戈里大街/霁虹街/月牙街 | 月牙街                          |              |
| 10   | 哈站                   | 月牙街/颐园街                   | 红军街/春申街                   | 哈尔滨站     |
| 11   | 博物馆                 | 红军街/邮政街                   | 红军街                          | 博物馆站     |
| 12   | 秋林公司               | 果戈里大街/东大直街             | 果戈里大街/马家街               |              |
| 13   | 儿童公园               | 果戈里大街/永和街               | 果戈里大街/永和街               |              |
| 14   | 革新街                 | 果戈里大街/巴陵街               | 果戈里大街/革新街               |              |
| 15   | 省档案馆               | 果戈里大街/国庆街               | 果戈里大街/文昌街               |              |
| 16   | 宣化街                 | 文昌街/分部街                   | 文昌街/分部街                   |              |
| 17   | 中宣街                 | 长江路/宣化街                   | 长江路/鸿运路                   |              |
| 18   | 省人才市场             | 长江路                          | 长江路/宣庆街/鸿翔路            |              |
| 19   | 龙塔                   | 长江路/衡山路                   | 长江路/衡山路                   |              |
| 20   | 玉山路                 | 长江路/玉山路                   | 长江路/玉山路                   |              |
| 21   | 韩亚银行（市老龄委）   | 嵩山路/闽江路                   | 长江路/嵩山路                   |              |
| 22   | 创业中心               | 赣水路/千山路                   |                                 |              |
| 23   | 赣水路                 | 红旗大街/赣水路                 |                                 |              |
| 24   | 消防医院（临时）       |                                 | 汉水路/红旗大街                 |              |
| 25   | 湘江路（红旗大街路口） |                                 | 湘江路/苍山路                   |              |
| 26   | 省电力医院             | 湘江路/泰山路/成标街            | 湘江路/泰山路                   |              |

### 过去沿途车站
| 序号 | 車站名稱               | 省电力医院方向 位置（下行）     | 道外北十四道街方向 位置（上行） | 换乘轨道交通 |
| ---- | ---------------------- | ------------------------------- | ------------------------------- | ------------ |
| 1    | 道外北十四道街         | 北十四道街/钱塘街               | 北十四道街/钱塘街               |              |
| 2    | 靖宇十四道街（靖宇街） | 北十四道街/礼化街               | 北十四道街/地灵路               |              |
| 3    | 阿拉伯广场             | 南十四道街/崇俭街               | 南十四道街/崇俭街               |              |
| 4    | 太古十四道街           | 南十四道街/太古街               | 南十四道街/太古街               |              |
| 5    | 滨江站                 | 滨江街/南七道街                 | 滨江街/三育街                   |              |
| 6    | 南极街                 | 南极街/承德街                   | 南极街/承德街                   |              |
| 7    | 南极市场               | 南极街/南平街                   | 南极街/南和街                   |              |
| 8    | 市住房公积金中心       | 景阳街/八区街                   | 景阳街/清真寺街                 |              |
| 9    | 烈士馆                 | 一曼街/果戈里大街/霁虹街/月牙街 | 月牙街                          |              |
| 10   | 哈站                   | 月牙街/颐园街                   | 红军街/春申街                   | 哈尔滨站     |
| 11   | 博物馆                 | 红军街/邮政街                   | 红军街                          |              |
| 12   | 秋林公司               | 果戈里大街/东大直街             | 果戈里大街/马家街               |              |
| 13   | 儿童公园               | 果戈里大街/永和街               | 果戈里大街/永和街               |              |
| 14   | 革新街                 | 果戈里大街/巴陵街               | 果戈里大街/革新街               |              |
| 15   | 省档案馆               | 果戈里大街/国庆街               | 果戈里大街/文昌街               |              |
| 16   | 宣化街                 | 文昌街/分部街                   | 文昌街/分部街                   |              |
| 17   | 中宣街                 | 长江路/宣化街                   | 长江路/鸿运路                   |              |
| 18   | 省人才市场             | 长江路                          | 长江路/宣庆街/鸿翔路            |              |
| 19   | 龙塔                   | 长江路/衡山路                   | 长江路/衡山路                   |              |
| 20   | 玉山路                 | 长江路/玉山路                   | 长江路/玉山路                   |              |
| 21   | 韩亚银行（市老龄委）   | 嵩山路/闽江路                   | 长江路/嵩山路                   |              |
| 22   | 创业中心               | 赣水路/千山路                   | 湘江路/千山路                   |              |
| 23   | 赣水路（红旗大街）     | 赣水路/红旗大街                 |                                 |              |
| 24   | 湘江路（红旗大街路口） |                                 | 湘江路/苍山路                   |              |
| 25   | 省电力医院             | 湘江路/泰山路/成标街            | 湘江路/泰山路                   |              |

## 车型图片

### 当前用车型

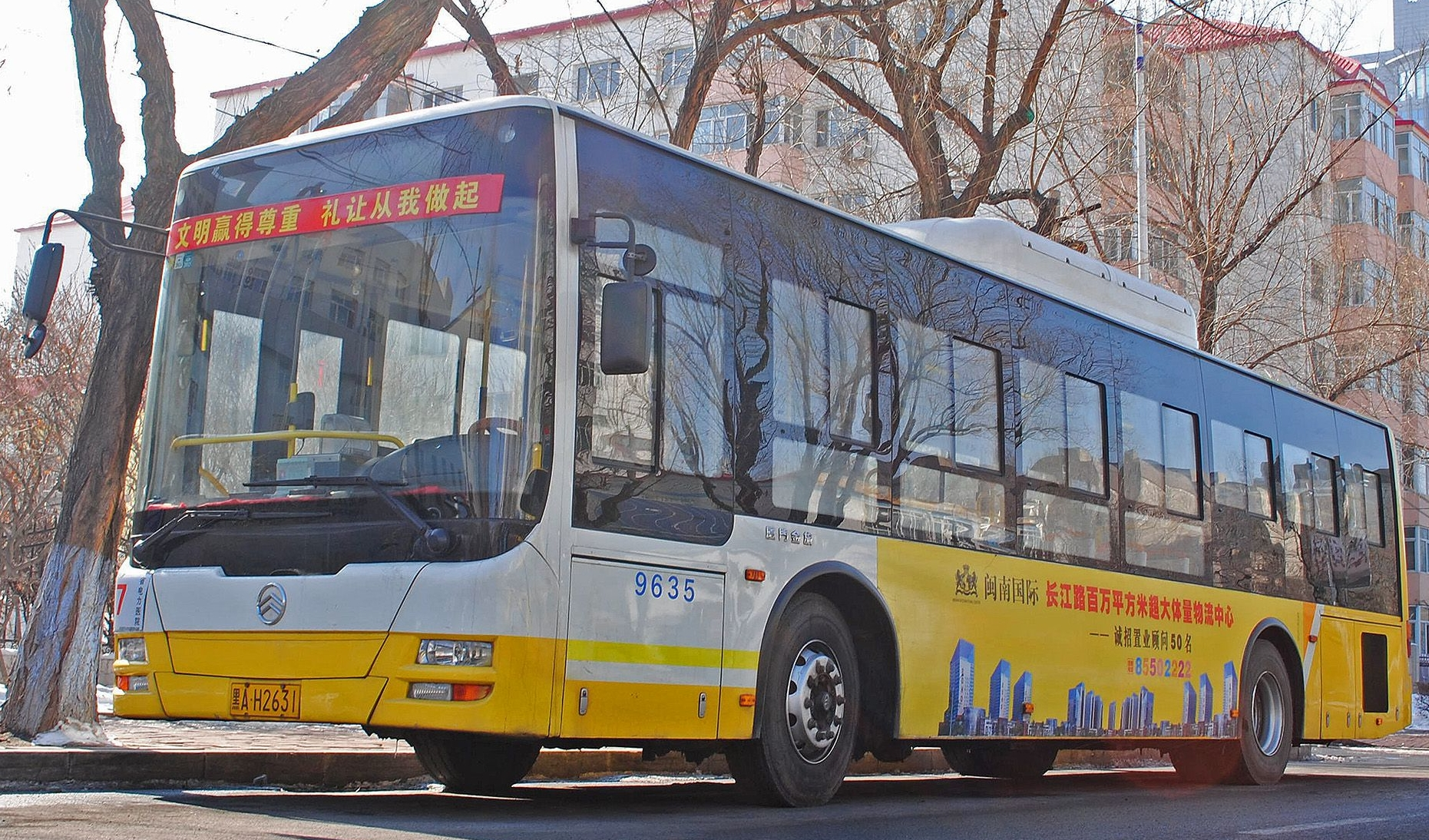
XML6115J18CN（2013年4月至今）

### 过去用车型

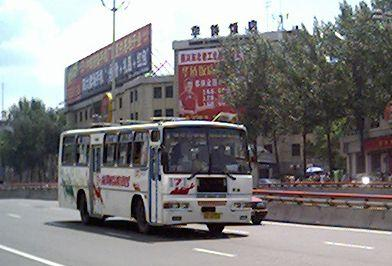
DD6991QS（2003年-2006年7月）
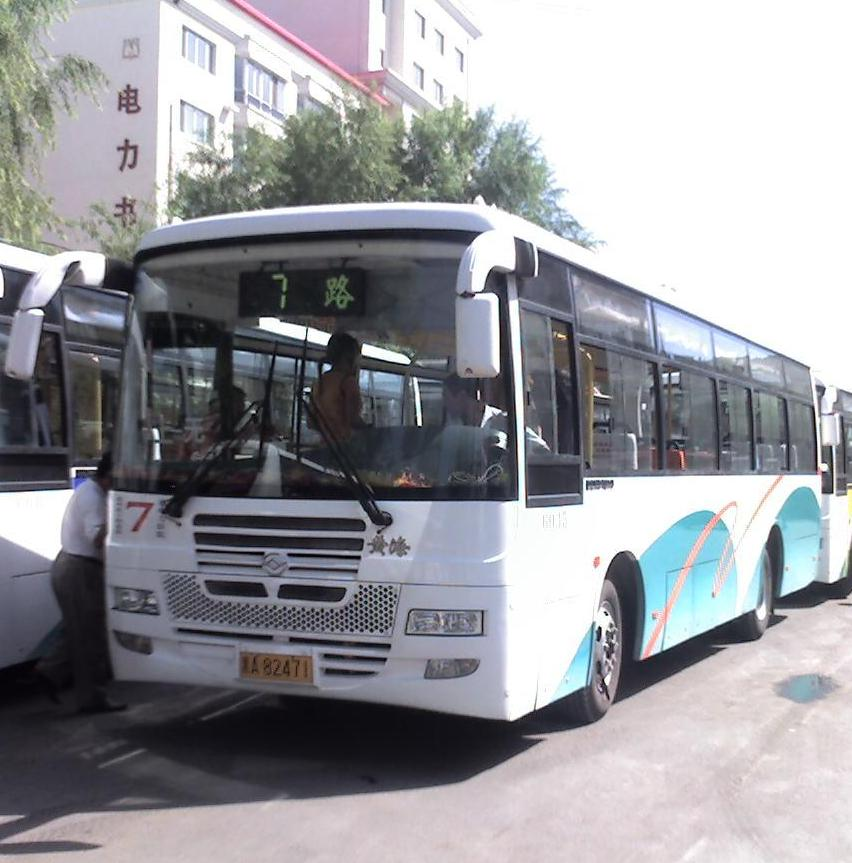
DD6107S03（2006年7月-2012年8月31日）

## 事故
- 2013年5月25日上午10时30分左右，一辆7路公交车行驶至红军街和东大直街路口时，被一辆吊车的吊臂砸中，导致车上有1名乘客受伤[16]。